# Donato de Boni di Pellizuoli
Donato de Boni di Pellizuoli (... – 1556) è stato un architetto e ingegnere italiano, che ha lavorato per e durante l'epoca dell'imperatore Carlo V d'Asburgo.
Donato de Boni di Pellizuoli si formò come apprendista di Michele Sanmicheli.
De Boni fu incaricato nel 1540 di costruire i bastioni spagnoli per proteggere Anversa. Il muro medievale fu demolito e sostituito da un muro lungo cinque chilometri, alto dieci metri, composto da otto mura cittadine che terminano in nove bastioni pentagonali e un fossato cittadino, con cinque monumentali porte cittadine in architettura rinascimentale tra cui il Keizerspoort e il Kipdorppoort.
Nel 1546, insieme a Jacques Dubrœucq, progettò la roccaforte di Mariembourg, nell'attuale Belgio. De Boni fu anche il progettista di Fort Rammekens a Ritthem, nella provincia della Zelanda, nel 1547. A Vlissingen progettò il Keizersbolwerk, la cui costruzione fu iniziata nel 1548.